# Sebastião Catão Calado
Sebastião Catão Calado (Desterro, 20 de janeiro de 1851 — Florianópolis, 1 de dezembro de 1912) foi um farmacêutico, médico e poeta brasileiro.

## Biografia
No Rio de Janeiro, bacharelou-se farmacêutico por volta de 1874. Durante aquele tempo, tornou-se amigo do também estudante de farmácia e futuro fundador da Academia Brasileira de Letras, José do Patrocínio.
Nomeado pelo governo estadual, foi prefeito (superintendente) de Florianópolis entre 29 de abril de 1899 e 9 de outubro daquele ano.

## Representação na cultura
É patrono da cadeira 39 da Academia Catarinense de Letras.
No bairro Coqueiro, na região continental de Florianópolis, está a rua Sebastião Catão Calado.